# Суха Альма
Суха Альма — річка в Україні, на Кримському півострові. Ліва притока Альми (басейн Чорного моря).

## Опис
Довжина річки 13 км, похил річки 35  м/км, найкоротша відстань між витоком і гирлом — 9,30  км, коефіцієнт звивистості річки — 1,40 . Площа басейну водозбору 30,2  км². Річка формується 3 безіменними струмками.

## Розташування
Бере початок на південно-західному схилі Ускуларського хребта. Тече переважно на північний захід між Церковним та Ускуларським хребтами і на північно-східній стороні від гори Мулга впадає у річку Альму.